# Hans Manfred Bock
Pour les articles homonymes, voir Bock (homonymie).
Hans Manfred Bock, né le 13 mai 1940 à Cassel et mort le 22 août 2022, est un politologue allemand de politique comparée, qui enseigne depuis 1970 en tant que professeur à l'université de Cassel ainsi qu'à l'université Sorbonne Nouvelle - Paris 3.

## Biographie
Après avoir passé son enfance près de Cassel et dans le sud de la Basse-Saxe, il obtient son abitur en 1960 à Cassel. Il s'inscrit en science politique, en allemand et en romanistique à l'université de Marbourg et à Paris. En 1964, il est assistant d'enseignement et chargé de cours au département d'allemand de l'université d'Orléans. Il reçoit son doctorat en sciences politiques en 1967 des mains de Wolfgang Abendroth pour une thèse sur la sociologie historique et politique du mouvement ouvrier allemand, La Gauche communiste et le syndicalisme de 1918 à 1923.
En 1968, il devient conférencier de la Deutscher Akademischer Austauschdienst (DAAD) à la Sorbonne. En 1969, il travaille avec Pierre Bertaux à la réforme du département d'études germaniques au centre universitaire d'Asnières (ou Institut d'allemand d'Asnières (IAA)) et déménage ici. Il est nommé professeur associé à l'IAA en 1970 et participe à la promotion de la langue allemande à l'étranger avec le soutien de la DAAD.
En 1972, Bock est appelé à Cassel pour fonder le département de science politique (sociologie politique). Lors des étés 1976 et 1977, il est invité pour des conférences à Middlebury. Il continue ses recherches politico-historiques et sociologiques sur le mouvement ouvrier et les organisations d'intellectuels en Allemagne et l'étend à la politique comparée. Ses monographies sur l'histoire et la sociologie de l'extrémisme de gauche en Allemagne sont considérés comme des ouvrages de référence.
Bock compare l'Allemagne et la France. En devenant professeur à Paris 3, il s'intéresse aux relations franco-allemandes durant le XXe siècle en mettant l'accent sur les relations sociales et culturelles entre les deux pays. Dans les années 1990, il étudie les institutions, organisations et personnalités intermédiaires d'un côté et aux intellectuels de l'autre.
Il est professeur invité en 1992 à l'École des hautes études en sciences sociales et en 1999 à l'IAA. Il travaille sur les relations franco-allemandes de coopération comme l'Institut franco-allemand et l'Office franco-allemand pour la jeunesse et des personnalités comme André François-Poncet, Pierre Bertaux, Pierre Viénot, Ernst Robert Curtius ou Paul Distelbarth.
Il est fait chevalier de l'ordre des Palmes académiques en 2006.

## Distinctions
- Chevalier de l'ordre des Palmes académiques (2006)